# Corallus grenadensis
Espèce
Synonymes
- Boa grenadensis Barbour, 1914

Statut CITES
Corallus grenadensis est une espèce de serpents de la famille des Boidae.

## Répartition
Cette espèce est endémique de la Grenade.

## Étymologie
Son nom d'espèce, composé de grenad[a] et du suffixe latin -ensis, « qui vit dans, qui habite », lui a été donné en référence au lieu de sa découverte.

## Publication originale
- Barbour, 1914 : A Contribution to the Zoögeography of the West Indies, with Especial Reference to Amphibians and Reptiles. Memoirs of the Museum of Comparative Zoölogy, vol. 44, n. 2, p. 205-359 (texte intégral).